# 远藤誉
远藤誉（日语： 1941年1月3日—），日本物理学家、社会学家、作家。理学博士学位，中国问题全球研究所所長、筑波大学名誉教授，东京福祉大学国际交流中心主任。

## 介绍
远藤誉出生于旧满洲国新京（现在的中华人民共和国长春）。在第二次国共内战时期，曾经历过长春围困战，后在1953年回到日本。1961年、毕业于東京都立新宿高等学校、1975年、在東京都立大学 (1949-2011)研究生院理学研究科获得博士学位。
毕业后，在1993年至2001年间，在筑波大学的物理工学系（留学生中心）担任教授。
现任中国问题全球研究所所長、筑波大学名誉教授。

## 作品
- 『チャーズ 中国建国の残火』（2012年、朝日新聞出版）ISBN 4023311502
  - . 樂果文化. 2014-06. ISBN 9789865983727.
- 『毛沢東 日本軍と共謀した男』（2015年、新潮新書）ISBN 4106106426 （直译就是《毛澤東：與日軍共謀的男人》，后来明镜出版社2016年出版中文译本时，改名《毛泽东勾结日军的真相——来自日谍的回忆与档案》[3]）
- 『米中貿易戦争の裏側　東アジアの地殻変動を読み解く』（2020年、毎日新聞出版）ASIN B085RQTB79

## 观点
远藤誉在《毛泽东：与日军共谋的男人》中发表了自己的研究成果，否认了中共在抗日战争中的作用，并指出毛泽东等人曾通过将国民政府的军事机密出卖给日本军队与日本方面媾和，壮大中共实力的行为。

## 引用
1. 1 2  『毛沢東　日本軍と共謀した男』（新潮新書、2015年）著者紹介
2. ↑  .   [2020-10-07]. （原始内容存档于2021-05-05） （日语）.
3. ↑   (PDF).无产阶级图书馆网站
4. ↑   (PDF).中文译本改为《毛泽东勾结日军的真相——来自日谍的回忆与档案》；无产阶级图书馆网站
5. ↑  雨舟. . VOA. 2016-06-30  [2020-10-14]. （原始内容存档于2018-02-08）.